# Alex Acuña
Alejandro "Alex" Neciosup Acuña (ur. 12 grudnia 1944 w Pativilca w Peru) – peruwiański perkusista. 
Acuña współpracował z takimi wykonawcami jak Elvis Presley, Diana Ross, Weather Report, Paul McCartney, Sérgio Mendes, Roy Orbison, Koinoni, U2, Ella Fitzgerald, Chick Corea, Lee Ritneour, Yellowjackets, Prez Prado, Plácido Domingo, Wayne Shorter, Joni Mitchell, Whitney Houston, Joe Zawinul, Lalo Schifrin, Vanessa Rubin, Salif Keïta, Matthew Garrison, Gary Poulson, Bobby Malach, Mike Mossmann, David Benoit, Bobby Enriquez, Don Grusin, Julio Iglesias, The Imperials, Phil Keaggy, Jeff Linsky, Marantha Singer, Mijares, John Patitucci, Opeth, Pimpinela, Raphael, Jennifer Robin, Thom Rotella, Sanbdro, Lyle Mays czy Sadao Watanabe.

## Filmografia
- "Jaco" (jako on sam, 2015, film dokumentalny, reżyseria: Stephen Kijak, Paul Marchand)[4]